# Стулбарг, Майкл
Майкл Сту́лбарг (англ. Michael Stuhlbarg; род. 5 июля 1968, Лонг-Бич, Калифорния, США) — американский актёр. Первоначальную известность ему принесла роль профессора Ларри Гопника в чёрной комедии братьев Коэн «Серьёзный человек» (2009). Стулбарг появился в кино и на телевидении с многочисленными ролями реальных людей, сыграв Джорджа Йеймана в «Линкольне» (2012), Лью Вассермана в «Хичкоке» (2012), Энди Херцфельда в «Стиве Джобсе» (2015), Эдварда Г. Робинсона в «Трамбо» (2015), Эйба Розенталя в «Секретном досье» (2017) и Арнольда Ротштейна в сериале «Подпольная империя» (2010—2013). Среди других  известных ролей Стулбарга также числятся роли в фильмах «Люди в чёрном 3» (2012), «Жасмин» (2013), «Прибытие», «Доктор Стрэндж» (2016), «Зови меня своим именем», «Форма воды» и «Секретное досье» (2017), а также третьем сезоне сериала-антологии «Фарго» (2017).

## Биография
Стулбарг родился в Лонг-Бич, Калифорния, в семье Сьюзан и Морта Стулбаргов, филантропов. Он был воспитан как реформистский иудей. Стулбарг обучался в Джульярдской школе в Нью-Йорке, которую окончил в 1992 году со степенью бакалавра изящных искусств. Он также изучал актёрское мастерство в Калифорнийском университете Лос-Анджелеса, Литовской академии музыки и театра в Вильнюсе, Британо-американской академии драматического искусств в Оксфорде и Национальном молодёжном театре Великобритании, и учился пантомиме у мима Марселя Марсо.
С 2013 года Стулбарг женат на Май-Лин Лофгрен.
После университета он стал заметным театральным актером, занятым во многих театральных постановках. Он участвовал в Old Wicked Songs в 1996, Long Day’s Journey into Night в 1998 и в The Pillowman в 2005. За эту роль он впервые номинирован на премию «Тони».
Он также снимается во многих телепроектах, таких как «Закон и порядок», «Дурнушка», «Фарго» и других.
Его вклад в кинематограф ограничивался второстепенными ролями, такими как адвокат в фильме Ридли Скотта «Совокупность лжи» и другими незначительными. В 2009 году братья Коэн доверили ему главную роль университетского профессора Ларри Гопника в комедии «Серьёзный человек», за которую Стулбарг был номинирован на ряд кинонаград.
В 2010—2013 годах снимался в телесериале HBO «Подпольная империя».
В 2012 году снялся в фильме «Люди в чёрном 3», представ в образе арканианца Гриффина, живущего одновременно в нескольких вероятных мирах.

## Фильмография
| Год       |     | Русское название                                    | Оригинальное название                   | Роль                                        |
| --------- | --- | --------------------------------------------------- | --------------------------------------- | ------------------------------------------- |
| 1998      | с   | Добыча                                              | Prey                                    | доктор Эд Тейт                              |
| 1998      | ф   | Дороже рубинов                                      | A Price Above Rubies                    | молодой хасид                               |
| 1999      | ф   | Макбет на Манхэттене                                | Macbeth in Manhattan                    | Роберт / Росс                               |
| 1999      | тф  | Подлодка                                            | The Hunley                              | Уикс                                        |
| 2001      | ф   | Серая зона                                          | The Grey Zone                           | Коэн                                        |
| 2005      | кор |                                                     | Solidarity.                             | Павел                                       |
| 2006      | с   | Закон и порядок: Преступное намерение               | Law & Order: Criminal Intent            | Марсель Костас                              |
| 2006—2007 | с   | Студия 60 на Сансет-Стрип                           | Studio 60 on the Sunset Strip           | Джерри                                      |
| 2006—2007 | с   |                                                     | American Experience                     | Альфред Дотен / офицер Стивен Колден        |
| 2007      | с   | Схватка                                             | Damages                                 | доктор Бернард Хершенфелд                   |
| 2007      | кор | Ключ от Резервы                                     | The Key to Reserva                      | Луис Бернард                                |
| 2008      | с   | Закон и порядок                                     | Law & Order                             | Тимоти Пэйс                                 |
| 2008      | док | Осуждение Дж. Роберта Оппенгеймера                  | The Trials of J. Robert Oppenheimer     | Эдвард Теллер                               |
| 2008      | ф   | Выпускники                                          | Afterschool                             | мистер Бёрк                                 |
| 2008      | ф   | Совокупность лжи                                    | Body of Lies                            | адвокат Ферриса                             |
| 2009      | ф   | Замёрзшие души                                      | Cold Souls                              | консультант хедж-фонда                      |
| 2009      | ф   | Серьёзный человек                                   | A Serious Man                           | профессор Лоуренс «Ларри» Гопник            |
| 2009      | с   | Дурнушка                                            | Ugly Betty                              | Генрих                                      |
| 2010      | с   | Бог в Америке                                       | God in America                          | Исаак Мейер Вайз                            |
| 2010—2013 | с   | Подпольная империя                                  | Boardwalk Empire                        | Арнольд Ротштейн                            |
| 2010      | кор | Золотая звезда, Огайо                               | Goldstar, Ohio                          | Интервьюер                                  |
| 2011      | ф   | Хранитель времени                                   | Hugo                                    | Рене Табард                                 |
| 2012      | ф   | Семь психопатов                                     | Seven Psychopaths                       | Томми                                       |
| 2012      | ф   | Хичкок                                              | Hitchcock                               | Лью Вассерман                               |
| 2012      | ф   | Линкольн                                            | Lincoln                                 | Джордж Йейман                               |
| 2012      | ф   | Люди в чёрном 3                                     | Men in Black 3                          | Гриффин                                     |
| 2012      | кор | Муза                                                | La Muse                                 | Эдвард Хоппер                               |
| 2013      | док |                                                     | Afternoon of a Faun: Tanaquil Le Clercq | Джером Роббинс                              |
| 2013      | мф  |                                                     | M.Y.C.                                  | Кэм Камамбер                                |
| 2013      | ф   | Жасмин                                              | Blue Jasmine                            | доктор Фликер                               |
| 2014      | ф   | На краю                                             | Cut Bank                                | Дерби Милтон                                |
| 2014      | ф   | Жертвуя пешкой                                      | Pawn Sacrifice                          | Пол Маршалл                                 |
| 2014      | док | The New York Review of Books: Спор длиною в полвека | The 50 Year Argument                    | рассказчик                                  |
| 2015—2016 | с   | Очевидное                                           | Transparent                             | Хаим                                        |
| 2015      | ф   | В погоне за Майлзом                                 | Miles Ahead                             | Харпер                                      |
| 2015      | ф   | Трамбо                                              | Trumbo                                  | Эдвард Г. Робинсон                          |
| 2015      | ф   | Стив Джобс                                          | Steve Jobs                              | Энди Херцфельд                              |
| 2016      | ф   | Доктор Стрэндж                                      | Doctor Strange                          | доктор Никодемус Уэст                       |
| 2016      | ф   | Прибытие                                            | Arrival                                 | агент Хэлперн                               |
| 2016      | ф   | Опасная игра Слоун                                  | Miss Sloane                             | Пэт Коннорс                                 |
| 2017      | ф   | Зови меня своим именем                              | Call Me by Your Name                    | Сэмюэл Перлман                              |
| 2017      | ф   | Форма воды                                          | The Shape of Water                      | доктор Роберт Хоффстетлер /Дмитрий Мосенков |
| 2017      | ф   | Секретное досье                                     | The Post                                | Эйб Розенталь                               |
| 2017      | с   | Фарго                                               | Fargo                                   | Сай Фелтц                                   |
| 2018      | мтф | Призрачная башня                                    | The Looming Tower                       | Ричард Алан Кларк                           |
| 2019      | ф   | Ширли                                               | Shirley                                 | Стэнли Эдгар Хайман                         |
| 2022      | с   | Лестница                                            | The Staircase                           | Дэвид Рудольф                               |
| 2022      | ф   | Целиком и полностью                                 | Bones and All                           | Джейк                                       |

### Мюзиклы
2024 год - мюзикл Патриоты - Борис Березовский